# 越後田中駅
越後田中駅（えちごたなかえき）は、新潟県中魚沼郡津南町大字上郷上田にある、東日本旅客鉄道（JR東日本）飯山線の駅である。

## 歴史
- 1927年（昭和2年）8月1日：飯山鉄道越後田中駅開業[1][2]。
- 1963年（昭和38年）2月1日：貨物の取り扱いを廃止[3]。
- 1965年（昭和40年）4月1日：業務委託駅となる[4]
- 1970年（昭和45年）12月21日：荷物の扱いを廃止[3][5]。無人駅となる[6]。
- 1971年（昭和46年）9月22日：簡易委託駅となる[7]。
- 1987年（昭和62年）4月1日：国鉄分割民営化により、東日本旅客鉄道の駅となる[3]。
- 1998年（平成10年）：駅舎を改築[1]。

## 駅構造
越後川口方面に向かって右側にある単式ホーム1面1線を有する地上駅である。駅舎は1998年（平成10年）に改築されたもので、待合室の機能のみであり、トイレはない。
十日町駅管理の無人駅となっている。

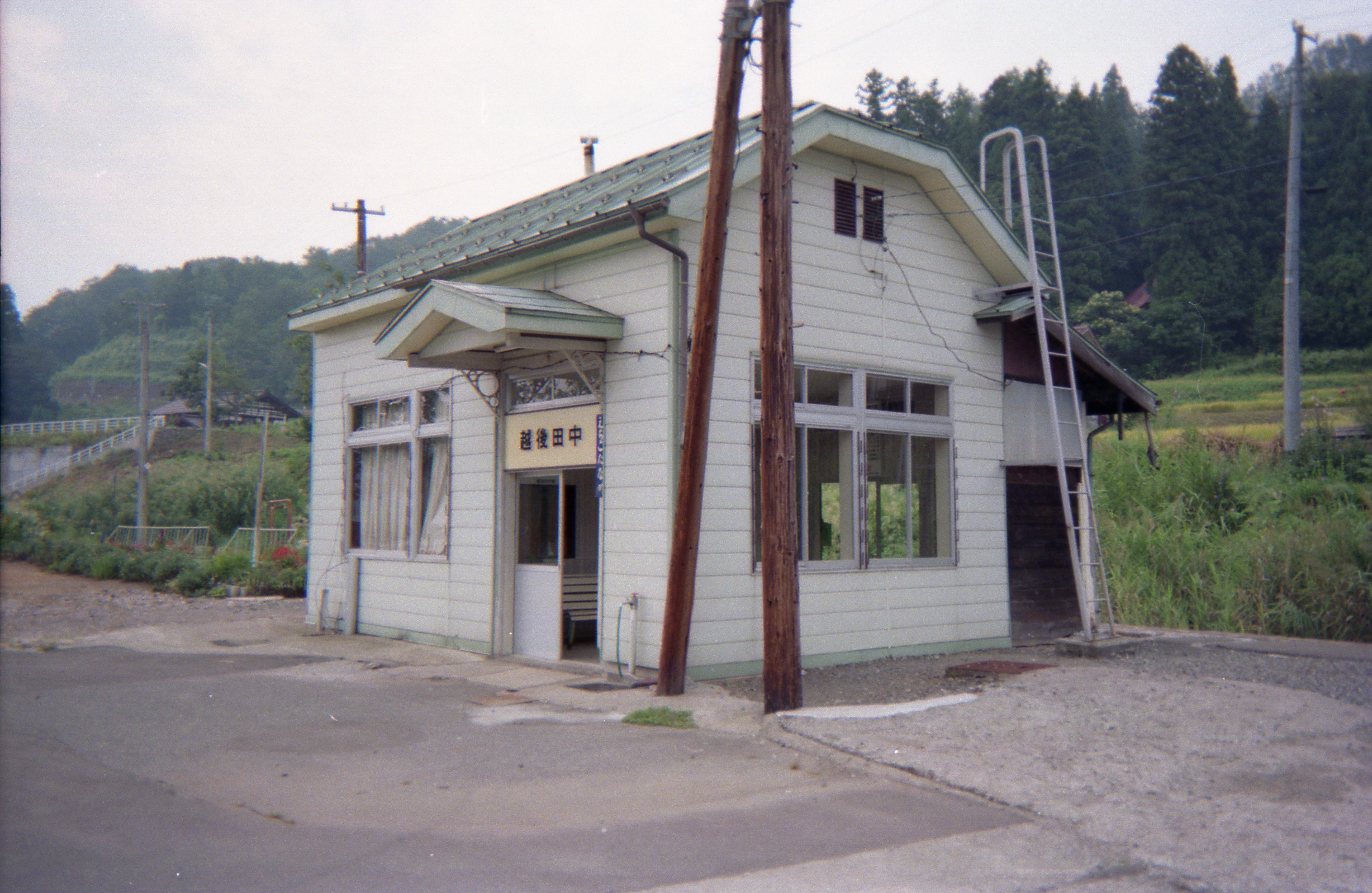
改築前の駅舎（1994年9月）
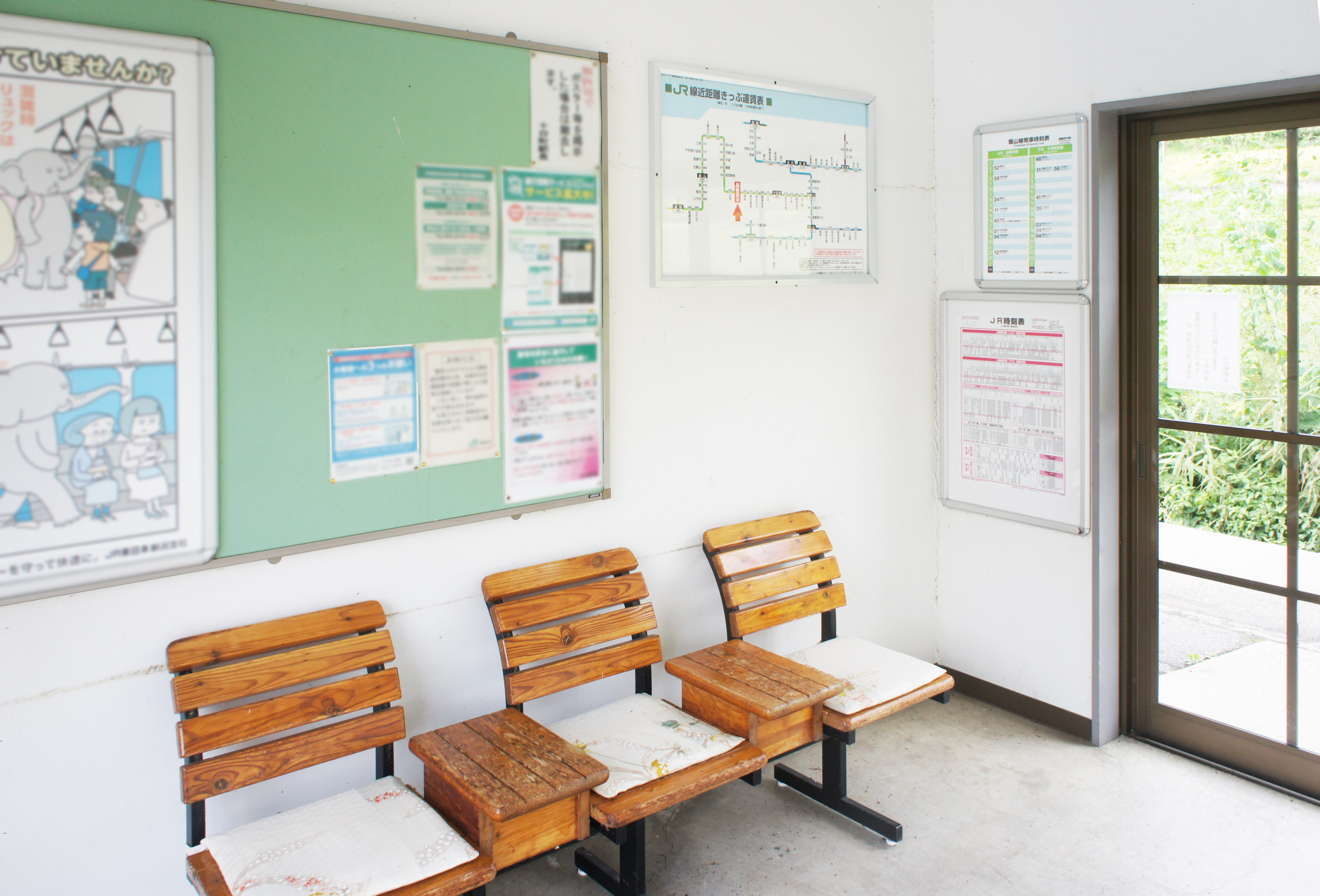
待合室（2021年9月）
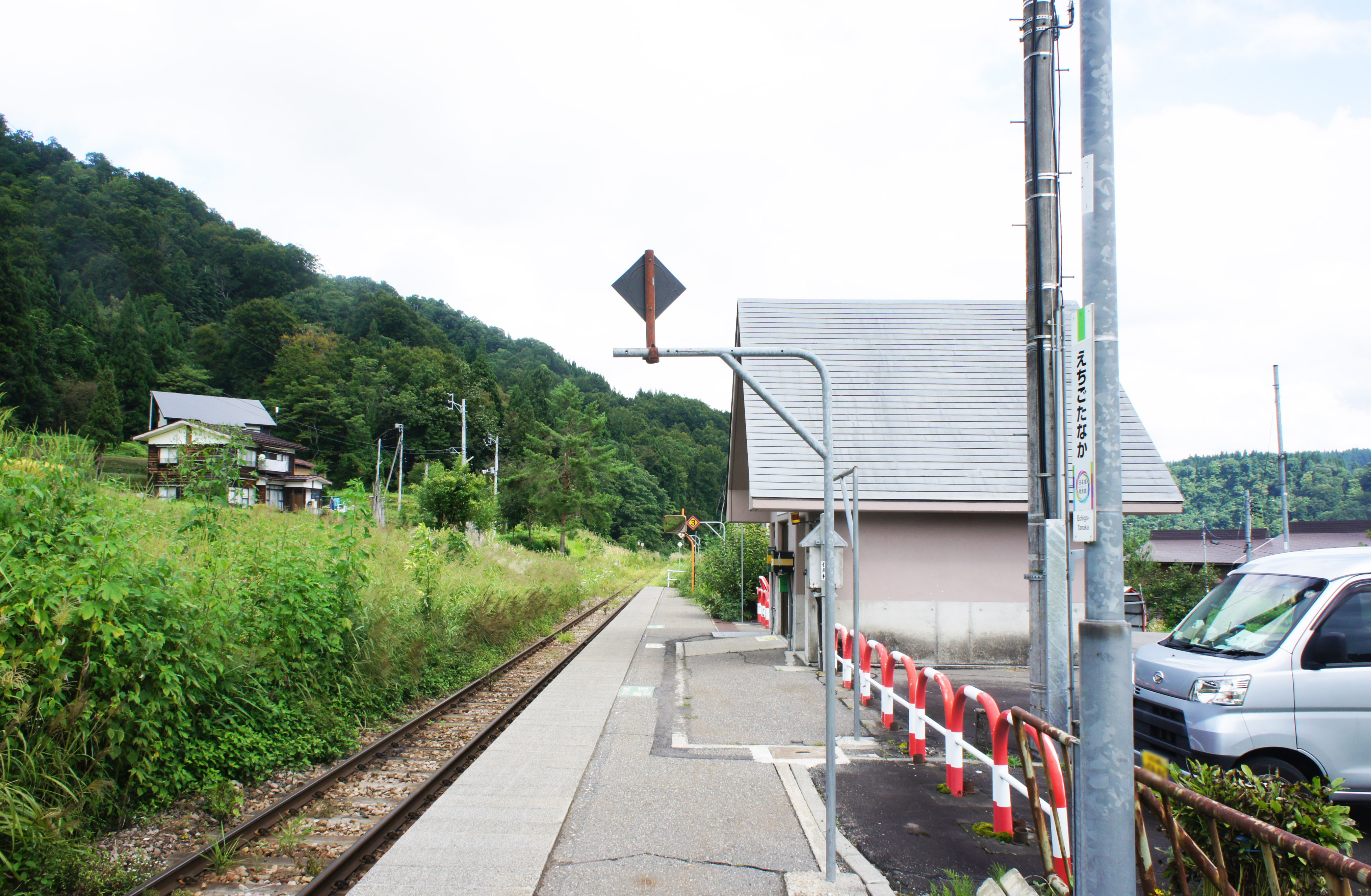
ホーム（2021年9月）

## 駅周辺
- クアハウス津南（駅から約1 km、徒歩10分）[1]
- 国道117号

## バス路線
当駅から信濃川を渡り徒歩約7分の国道117号沿いの「小下里」バス停より、南越後観光バスの以下の路線が発着する。
- 津南・清津峡・越後湯沢駅方面／森宮野原駅方面[9]
- 津南方面／森宮野原駅・百ノ木方面[10]

## 隣の駅
東日本旅客鉄道（JR東日本）
■飯山線
足滝駅 - 越後田中駅 - 津南駅